# Чамероваць
45°05′ пн. ш. 15°40′ сх. д. / 45.09° пн. ш. 15.66° сх. д.
Чамероваць (хорв. Čamerovac) — населений пункт у Хорватії, в Карловацькій жупанії у складі міста Слунь.

## Населення
Населення за даними перепису 2011 року становило 57 осіб.
Динаміка чисельності населення поселення: